# کران‌هائوس

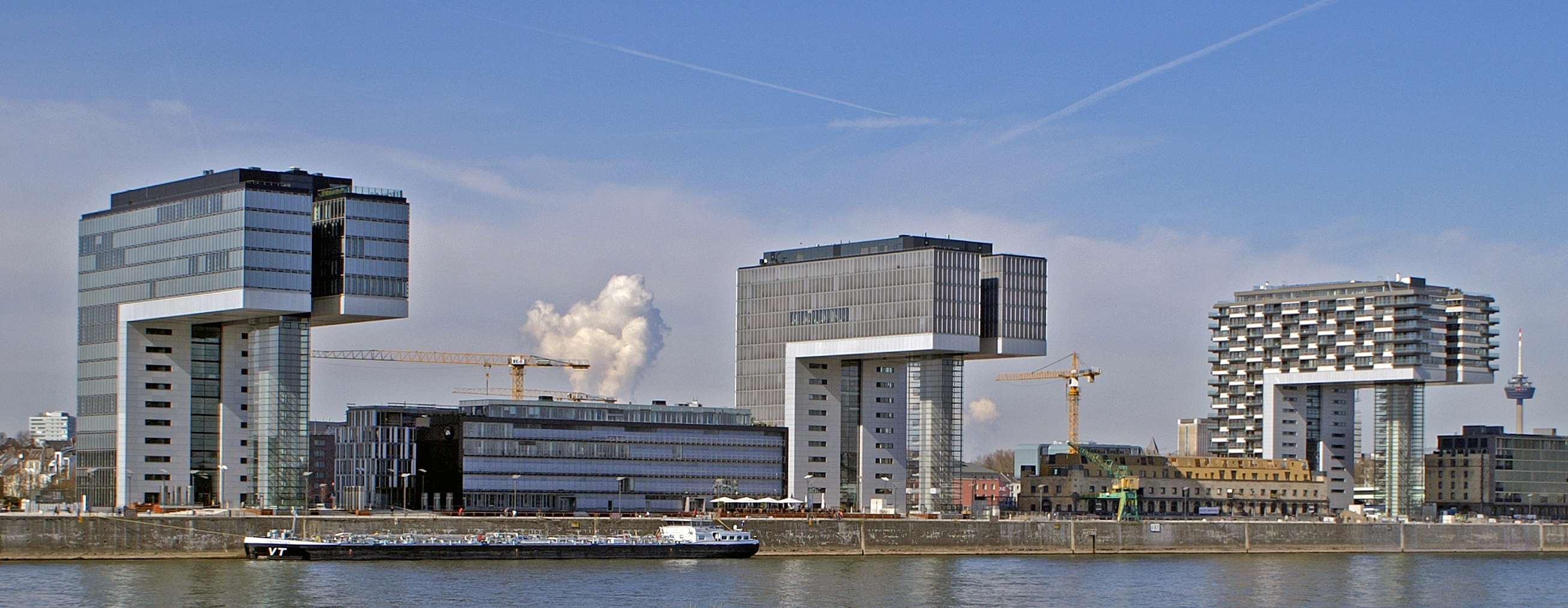
Kranhäuser viewed from the راین: Kranhaus Süd ("south"), Kranhaus Eins ("one") and Kranhaus Nord ("north")

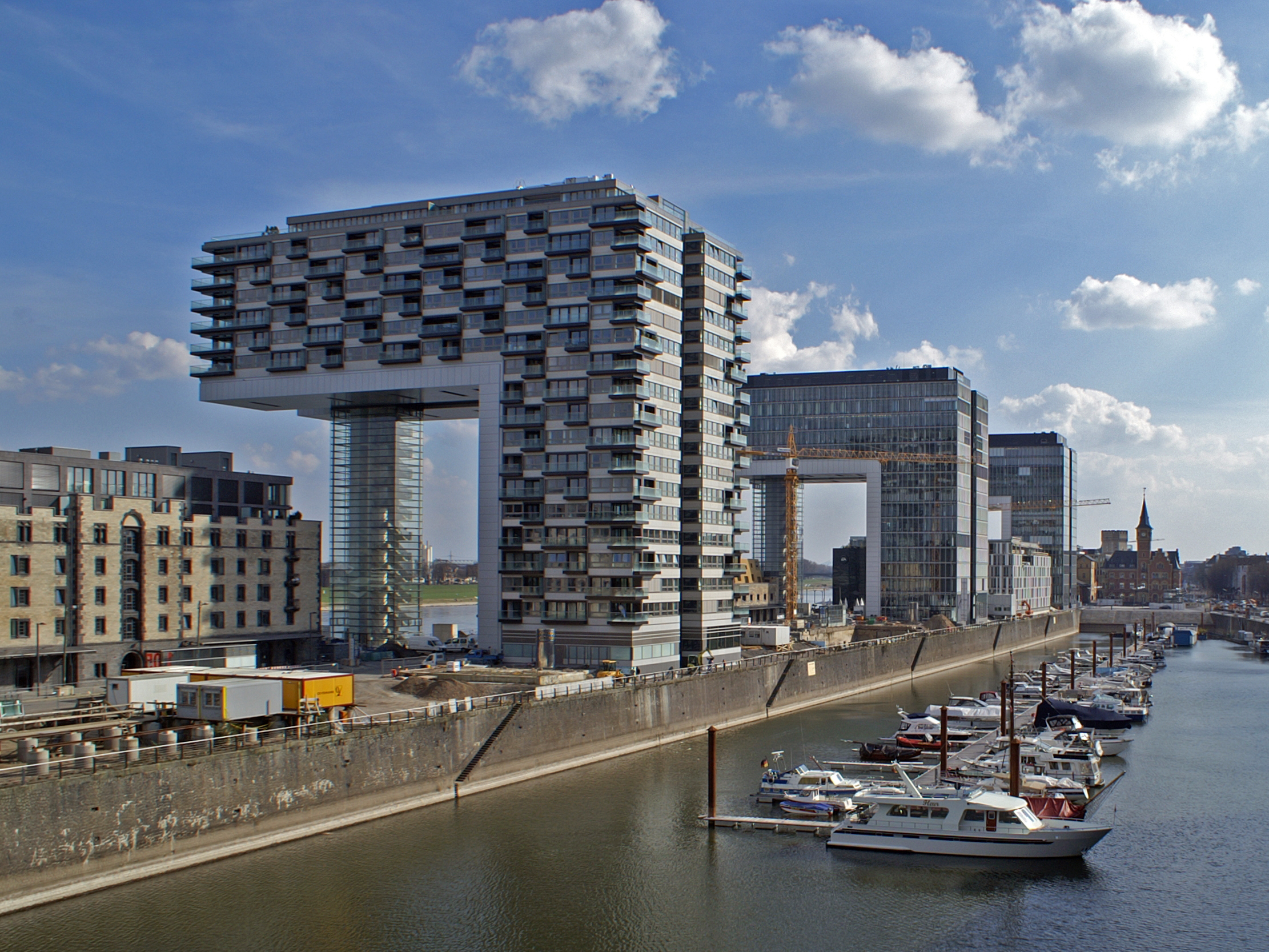
دید از Kranhäuser بعد از اتمام در مارس ۲۰۱۱

کران‌هائوس (آلمانی: Kranhaus) به ساختمان‌های ۱۷ طبقه‌ای گفته می‌شود که در Rheinauhafen کلن در کنار رود راین واقع شده‌اند. این ساختمان‌ها L شکل هستند که یادآور جرثقیل‌هایی هست که قبلاً برای بارگیری کشتی‌ها در کنار رودخانه استفاده می‌شدند، هست.
این ساختمان‌ها برای کاربری مسکونی-تجاری طراحی شده‌اند. هر کدام از ساختمان ها حدود ۶۲ متر ارتفاع و ۷۰٫۲۰ متر طول و ۳۳٫۷۵ متر عرض دارند. این ساختمان‌ها توسط آلفونس لینستر از آخن و هادی تهرانی از هامبورگ طراحی شده‌اند. ساخت آنها در ۱۶ اکتبر ۲۰۰۶ شروع شد و اولین ساختمان در سال ۲۰۰۸ به پایان رسید.